# Becker 20 mm Type M2
La Becker Type M2 20 mm è un cannone automatico tedesco ideato per l'uso su aeromobili durante la prima guerra mondiale dalla Stahlwerke Becker. La produzione in quantità fu iniziata nel 1916, e quest'arma venne montata su vari velivoli; fu l'unico cannone automatico tedesco ad essere adoperato in questo ruolo durante la prima guerra mondiale.
Il cannone Becker fu anche la base per il famoso 20 mm Oerlikon, che è tutt'oggi in uso.

## Storia

### Progettazione e sviluppo
La progettazione dell'arma iniziò nel 1913, e quindi era già in uno stadio avanzato di sviluppo quando, nel giugno del 1915, il ministero della guerra richiese un cannone aeronautico di calibro sotto i 37 mm e 70 kg, capace di sparare raffiche da 10 colpi. I test iniziarono poco dopo, con l'arma montata su un Gotha G.I, ma si dimostrò insoddisfacente. Nonostante questo il potenziale dell'arma venne riconosciuto, tanto che l'arsenale di Spandau fu impiegato per aiutare a sviluppare il progetto, il che portò ad un contratto per la produzione di 120 Becker type M2 nel giugno del 1916. In aggiunta alle ordinazioni per i cannoni aeronautici assegnati alla Becker, anche Spandau e MAN ricevettero un contratto per la produzione di cannoni Becker per l'esercito. Spandau Works modificò ulteriormente l'arma, producendola con il nome di Spandau 20 mm Type 3, più pesante e con una cadenza di fuoco di 250 colpi/min.

### Uso sul campo
I principali velivoli ad usare il Becker erano gli aerei di grosse dimensioni, il bombardiere Friedrichshafen G.III e l'aereo d'attacco al suolo AEG G.IVk. I test svolti con velivoli monomotori più piccoli ebbero un minor successo, ma furono comunque estensivamente testati iniziando con un Albatros J.I nel dicembre del 1917. A causa del meccanismo di ripetizione dell'arma, questa non poteva essere sincronizzata con il rotore dell'aereo, il che poneva il problema dell'installazione in velivoli monomotore. La soluzione, impiegata in seguito al test con l'Albatros J.I, fu di montare l'arma puntata verso il basso, oltre il disco dell'elica. Un'altra opzione era di montarla su un caccia con elica spingente, e fu testato su un Albatros D.VI. Altri velivoli su cui fu pensato di montarlo, furono gli AGO S.I ed il  Caspar D.I, ma questi progetti non furono attuati prima dell'armistizio.
Non è noto esattamente quante ne furono prodotte, ma erano più di 539 (111 da Becker e 428 da MAN); un totale di 362 furono ceduti agli Alleati dopo la resa.

### Modelli ed uso postbellico
I progetti furono acquistati dalla SEMAG (Seebach Maschinenbau Aktien Gesellschaft) nel 1921, che continuò lo sviluppo con una cartuccia più potente; quest'arma venne chiamata SEMAG L. Dopo il fallimento della SEMAG, l'Oerlikon l'acquisì nel 1924, vendendo i suoi modelli con il nome di Oerlikon F, Oerlikon L e Oerlikon S.

## Caratteristiche
La Type M2 era un'arma leggera che usava il metodo d'azionamento a massa battente con accensione anticipata durante la corsa in avanti dell'otturatore, L'espansione dei gas viene utilizzata prima per rallentare il movimento in avanti dell'otturatore, poi per spingerlo indietro, espellendo il bossolo, permettendo, a parità di cartuccia, un'arma più leggera e con un minor rinculo. Pesava 30 kg, pochi per un'arma di questo tipo, ed era alimentata da caricatori curvi a scatola da 10 o 15 colpi; quest'ultimo aumentava il peso di altri 5 kg. Dato che la cadenza di fuoco era di 325 colpi/min, questi caricatori potevano essere svuotati molto rapidamente. La velocità alla volata era di 490 m/s, bassa rispetto alle mitragliatrici camerate per cartucce da fucile come l'MG 08, ma assimilabile ad altri cannoni automatici dell'epoca, come il QF 1-pounder pom-pom.

## Uso
- AEG G.IVk
- AEG J.II
- AGO S.I
- Albatros D.II
- Albatros D.VI
- Albatros J.I
- Caspar D.I
- Friedrichshafen G.III
- LVG C.V

## Altri modelli tedeschi
Durante la prima guerra mondiale, furono ideati e prodotti in numero limitato altri due cannoni automatici da 20 mm. Uno era il 2cm Ehrhardt, l'altro il 19 mm (a volte scritto come 20 mm) Szakats.